# Camallanus lacustris
Espèce
Synonymes
- Cucullanus elegans Zschokke, 1884
- Cucullanus elegans Sramek, 1901
- Cucullanus elegans Levander, 1926
- Cucullanus elegans Ruszkowski, 1926
- Camallanus elegans MacCallum, 1918[1]
- Echinorhynchus lacustris Zoega, 1776

Camallanus lacustris est une espèce de nématodes de la famille des Camallanidae. C'est une espèces de parasites dont les hôtes définitifs sont des poissons d'eau douce et les hôtes intermédiaires sont des copépodes. L'espèce est présente en Europe et notamment sur le territoire de la France métropolitaine.